# ISCSI
iSCSI (англ. Internet Small Computer System Interface) — протокол, який базується на TCP/IP і розроблений для встановлення взаємодії та управління системами зберігання даних, серверами і клієнтами.
iSCSI описує :
- Транспортний протокол для SCSI, який працює поверх TCP.
- Механізм інкапсуляції SCSI команд в IP мережі.
- Протокол для нового покоління систем зберігання даних, які будуть використовувати «рідний» TCP / IP.

Протокол iSCSI є стандартизованим в RFC 3720. Існує багато комерційних і некомерційних реалізацій цього протоколу.
Системи на основі iSCSI можуть бути побудовані на будь-якій досить швидкій фізичній основі, яка підтримує протокол IP, наприклад Gigabit Ethernet або 10G Ethernet. Використання стандартного протоколу дозволяє застосовувати стандартні засоби контролю і управління потоком , а також істотно зменшує вартість устаткування в порівнянні з мережами Fibre Channel.

## Застосування iSCSI
Основні способи застосування протоколу iSCSI:
- iSCSI сервер, який звертається до сховища даних iSCSI.
- iSCSI сервер, який за допомогою маршрутизатора типу iSCSI-to-Fibre Channel звертається до сховища даних, приєднаному до Fibre Channel.
- Сервер Fibre Channel, який звертається до сховища даних iSCSI за допомогою маршрутизатора типу Fibre-Channel-to-iSCSI.